# Sylvia Renz (Leichtathletin)
Sylvia Renz (* 6. Juni 1969 in Leipzig) ist eine ehemalige deutsche Langstreckenläuferin, die sich auf den Marathon spezialisiert hat.
1989 wurde sie bei ihrem ersten Marathon DDR-Vizemeisterin. 1991 und 1995 wurde sie Zweite beim Greifenseelauf und 1994 Zweite beim Grand Prix von Bern. Das erste Mal unter 2:40 Stunden blieb sie 1994 als Zehnte beim Rotterdam-Marathon; im selben Jahr gewann sie den Helsinki-Marathon. 1997 wurde sie Fünfte beim Köln-Marathon. Im Jahr darauf belegte sie denselben Platz beim Hamburg-Marathon und repräsentierte Deutschland zweimal bei internationalen Wettkämpfen: Bei den Europameisterschaften in Budapest belegte sie den 15. Platz und bei den Halbmarathon-Weltmeisterschaften in Uster den 30. Platz in ihrer persönlichen Bestzeit von 1:12:44 h. Im Herbst wurde sie als Gesamtvierte Deutsche Vizemeisterin beim Frankfurt-Marathon in ihrer persönlichen Bestzeit von 2:33:17 h. 1999 wurde sie Deutsche Vizemeisterin im Halbmarathon und Sechste beim Hamburg-Marathon.
2002 wurde sie Zweite beim Leipzig-Marathon. Im Jahr darauf wurde sie Dritte bei den Deutschen Meisterschaften im 10.000-Meter-Lauf, als Siegerin des Duisburg-Marathons Deutsche Marathonmeisterin und Fünfte beim Venedig-Marathon. 2004 gewann sie den Dresden-Marathon. Ihre leistungssportliche Karriere beendete sie 2005 mit einem zweiten Platz beim Baden-Marathon.
Die 1,63 m große und 45 kg schwere Athletin ist von Beruf Physiotherapeutin und lebt seit 1995 in Berlin. Seit 1999 startet sie für den OSC Berlin.

## Persönliche Bestleistungen
- 5000 m: 16:27,34 min, 4. Juli 1998, Berlin
- 10.000 m: 33:19,95 min, 6. August 1998, Berlin
- Halbmarathon: 1:12:44 h, 27. September 1998, Uster
- Marathon: 2:33:17 h, 25. Oktober 1998, Frankfurt